# DOSzK im. O.W. Momota
DOSzK im. O.W. Momota (ukr. Донецький обласний шаховий клуб імені Олександра Васильовича Момота, Donećkyj obłasnyj szachowyj klub imeni Ołeksandra Wasilowicza Momota) – ukraiński klub szachowy z siedzibą w Kramatorsku, mistrz kraju z 2002 roku.

## Historia
Klub został założony 29 października 1999 roku. W 2000 roku zespół zadebiutował w mistrzostwach Ukrainy. Zespół zajął wówczas trzecie miejsce, za Jurydyczna akademіją Charków i Donbasem Ałczewsk. W 2002 roku otrzymał patronat Ołeksandra Momota. W tym samym roku szachiści klubu zdobyli mistrzostwo Ukrainy. Skład zespołu stanowili wówczas m.in. Władysław Borowykow, Zachar Jefimenko, Anton Korobow, Władimir Sawon i Ołeksandr Areszczenko. Ponadto w sezonie 2002 klub wystawił jeszcze drugą i trzecią drużynę, które zajęły w mistrzostwach odpowiednio siódme i dziesiąte miejsce. Również w 2002 roku zespół zadebiutował w Pucharze Europy. Ukraiński zespół wygrał wówczas mecze z Boeyem Temse, Reverté Albox, SK Hohenems i Petersburgiem Lentransgaz, a przegrał z SzK Tomsk, Bosną Sarajewo i ŠK BM Kiseła Woda. W końcowej klasyfikacji zespół zajął siedemnastą pozycję. Drużyna kobiet uzyskała natomiast czwarte miejsce w Pucharze Europy, kończąc rozgrywki za BAS Belgrad, Ładją Kazań i NTN Tbilisi. W 2003 roku klub ponownie zajął siedemnaste miejsce w Pucharze Europy, zwyciężając z Tschaturangą Wiedeń, OAA Heraklion i Kydonem Chania, remisując z Beer Sheva Chess Club i Tomsk-400 oraz przegrywając z ŠK Kiseljak i Petersburgiem Lentransgaz. W sezonie 2004 drużyna uzyskała czwartą pozycję w krajowej lidze.
W klubie grali m.in.: Ołeksandr Areszczenko, Walerij Awieskułow, Władysław Borowykow, Jurij Drozdowski, Eldar Hasanow, Zachar Jefimenko, Serhij Kariakin, Dmytro Kononenko, Tatiana Kononenko, Anton Korobow, Jurij Kruppa, Jurij Kuzubow, Giennadij Kuźmin, Kateryna Łahno, Ołena Martynkowa, Jewhen Mirosznyczenko, Wołodymyr Onyszczuk, Rusłan Ponomariow, Katerina Rohonyan, Igor Smirnow, Anna Uszenina, Oksana Wozowik, Anna Zatonskih i Natalija Zdebska.